# فرودگاه شهری پورترویل
 فرودگاه شهری پورترویل (به انگلیسی: Porterville Municipal Airport) یک فرودگاه همگانی بهره‌برداری هوایی با کد یاتا PTV است که یک باند فرود آسفالت دارد و طول باند آن ۱۸۰۱ متر است. این فرودگاه در کشور ایالات متحده آمریکا قرار دارد و در ارتفاع ۱۳۵ متری از سطح دریا واقع شده است.